# Sân bay Cuneo Levaldigi
Sân bay Cuneo Levaldigi (IATA: CUF, ICAO: LIMZ), là một sân bay ở Cuneo, Italia. Sân bay này có 1 đường băng dài 2104 m rải

## Các hãng hàng không và các tuyến điểm
- Air Alps (Rome-Fiumicino)
- Air Vallee (Olbia)
- Belle Air (Tirana)
- Blue Air (Bucharest-Băneasa, Bacău)